# Uintacrinus socialis
Uintacrinus es un género extinto de crinoideo que vivió en el periodo Cretácico Superior, hace 75 millones de años, en lo que hoy es el este de los Estados Unidos.

## Morfología y comportamiento
Era parecido a géneros del Ordovícico y Silúrico; vivía en grandes grupos alrededor de los arrecifes cretácicos; tenía aspecto de orquídea, con 5 pares de brazos con filamentos; cuando reposaba parecía una copa.

## Biota
Vivió en arrecifes de coral característicos del Cretácico, junto con especies de esponjas y corales, además de algas, anémonas y otros crinoideos; había gran variedad de reptiles y aves marinas, así como ammonites y belemnites.